# Jukivka, Zhurivka
Jukivka (în ucraineană Жуківка) este o comună în raionul Zhurivka, regiunea Kiev, Ucraina, formată numai din satul de reședință.

## Demografie
Componența lingvistică a comunei Jukivka
     Ucraineană (97,43%)
     Rusă (2,57%)
Conform recensământului din 2001, majoritatea populației comunei Jukivka era vorbitoare de ucraineană (97,43%), existând în minoritate și vorbitori de rusă (2,57%).